# Farrodes otiesa
Farrodes otiesa är en dagsländeart som beskrevs av Lugo-ortiz och Mccafferty 1996. Farrodes otiesa ingår i släktet Farrodes och familjen starrdagsländor. Inga underarter finns listade i Catalogue of Life.